# Batman & Robin (film)
Batman & Robin (1997) este un film american cu supereroi regizat de Joel Schumacher. Bazat pe personajul DC Comics Batman, filmul este o continuare a Batman Forever (1995), cu George Clooney care-l înlocuiește pe Val Kilmer în rolul Batman.
În Batman & Robin mai interpretează actorii Arnold Schwarzenegger, Uma Thurman, Chris O'Donnell, Alicia Silverstone și Michael Gough. Filmul prezintă povestea lui Batman și Robin care se luptă pentru a păstra parteneriatul lor în timp ce încearcă să-i oprească pe Mr. Freeze, Poison Ivy și Bane să acopere orașul Gotham cu gheață și vegetație.